# 4 the win
4 the win is een lied van de Nederlandse rapper Sevn Alias. Het werd in 2020 als single uitgebracht en stond in hetzelfde jaar als vijfde track op het album Bogey 4 the win.

## Achtergrond
4 the win is geschreven door p.APE, Sevaio Mook en Sander Stuij en geproduceerd door p.APE. Het is een nummer uit het genre nederhop. Het lied gaat over de weg naar succes van de artiest en de succes die hij nu heeft.

## Hitnoteringen
De rapper had succes met het lied in Nederland. Het piekte op de 38e plaats van de Single Top 100 en stond drie weken in deze hitlijst. De Top 40 werd niet bereikt; het lied bleef steken op de twaalfde plaats van de Tipparade.